# Escudo de Ferrol

El escudo de Ferrol timbrado con una corona real -la opción más correcta para algunos autores- aunque lo más frecuente es que aparezca con una corona de marqués.

Escudo de Ferrol con la tradicional corona de marqués.

El escudo de la ciudad de Ferrol fue aprobado el 22 de junio de 1778 por una sesión municipal de su Ayuntamiento.
La descripción heráldica o blasonamiento del escudo de Ferrol es la siguiente:

En un campo de azur, la torre donjonada de plata, de oro en ocasiones, y adjurada de gules, sumada de pértiga con farol de oro, y terrazada de rocas sostenidas de fajado-ondulado de azur y plata moviente en la punta. La torre brochante sobre cuatro banderas puestas en aspa, dos de ellas jaqueladas de plata y azur y las otras dos españolas; al pie de la torre, y aculados detrás de ella, dos cañones antiguos, resaltados de áncoras apoyadas en los flancos de la torre.

El elemento central del escudo de Ferrol es una torre donjonada, que es el término empleado por la heráldica para indicar que la torre posee un torreón de pequeño tamaño en su parte superior. Con frecuencia la torre aparece representada de color blanco (blasonado de plata) aunque en algunas ocasiones es de color amarillo o dorado (de oro). La puerta y las ventanas de la torre poseen un color (esmalte heráldico) diferente, ya que son rojas (de gules) y sobre la torre (sumada) aparece representada una pértiga con un farol. La torre aparece representada sobre unas rocas (terrazada de rocas) que se encuentran situadas sobre ondas (fajado-ondulado) azules (de azur) y blancas. 
Detrás de la torre aparecen colocadas cuatro banderas, situadas dos a cada lado. 
Dos de las banderas son de la ciudad de Ferrol, formadas por cuadros de color blanco y azul 
(jaqueladas), y las otras dos son españolas. Junto a las banderas 
hay dos cañones y, apoyadas en la torre, dos anclas.
Aunque en el timbre del escudo se ha extendido el uso de una corona de marqués (en ocasiones sustituida por una ducal), algunos autores han señalado que sería más adecuado sustituirla por una corona real cerrada porque la ciudad dependía de la Corona cuando se adoptaron sus armas. 
En algunas ocasiones, los elementos del escudo aparecen rodeados por una corona formada por ramas de laurel. 
Desde 1987, el Ayuntamiento utiliza un logotipo en el que puede observarse una versión esquemática del escudo ferrolano en el que se utiliza como corona un festón con seis puntas, cuatro a la vista.
A pesar de no haber podido averiguar el significado que se le dio a los elementos del escudo en el momento de su creación, lo más probable es que representaran la importancia militar y naval de esta ciudad.

## Fuente
- Aracil, Carlos de; Burgoa, Juan J. Ferrol. La Historia y los símbolos de la ciudad ilustrada. Consultado el 18 de septiembre de 2015.

- Datos: Q5838021